# Nach em Räge schint Sunne

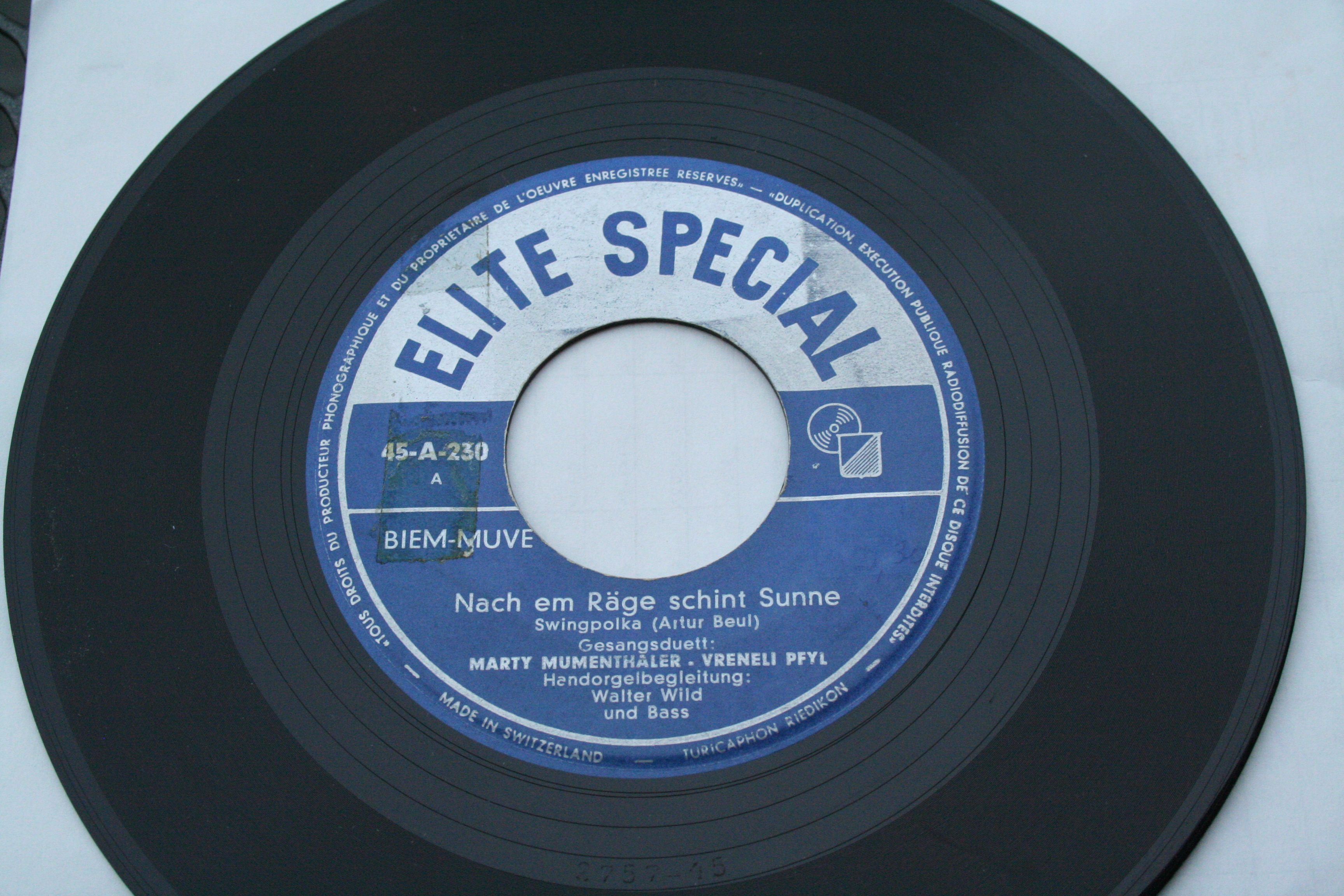
«Nach em Räge schint Sunne», 1945

Notenblatt mit
Artur Beul

Notenblatt mit Mumenthaler/Pfyl

Nach em Räge schint Sunne (‚Nach dem Regen scheint die Sonne‘) ist der bekannteste und erfolgreichste Titel des Schweizer Komponisten Artur Beul. Er wurde 1945 vom Jodelduo Marthely Mumenthaler-Vrenely Pfyl aufgenommen und war der erste Titel eines Schweizer Komponisten, der international bekannt wurde.

## Entstehungsgeschichte
Beul schrieb das Lied bereits um 1944. Er bot es mehreren Interpreten an, die es jedoch alle ablehnten; auch das Trio Schmid, für die Beul hauptsächlich schrieb, wollte nichts davon wissen. Schliesslich schlug Marthely Mumenthaler 1945 vor, man könne das Lied ja als B-Seite des beliebten und oft gespielten «Brunnenhofliedes» verwenden. Auch Maurice Rosengarten, der Direktor von Elite-Records und Decca Records in Zürich, fand, auf die Rückseite des Brunnenhofliedes müsse man nicht noch ein weiteres gutes Lied pressen.
Das Lied wurde im August 1945 bei der SUISA registriert.
Weil am Tag der Aufnahme Artur Beul als Pianist verhindert war, wurde das Lied eben ohne Klavier aufgenommen. Handorgel spielte Walter Wild, der Name des Bassisten ist nicht bekannt. Entgegen den Erwartungen wurde das Lied sofort zu einem Grosserfolg. Es erschien auch in Italien, Österreich, Frankreich und in den USA; 1945 wurden 60'000 Exemplare davon verkauft.

## Interpretationen
Neben der Originalfassung von Mumenthaler/Pfyl wurde das Lied unter anderem von Geschwister Pfister und Michael von der Heide aufgenommen. Die Schweizer Mundartband Smashing Potatoes spielte eine Reggae-Fassung ein.
Den Text der englischen Version schrieb der amerikanische Komponist und Musiker Vaughn Horton (1911–1988). Er übersetzte den Text nicht, sondern erzählte, dass ein Schweizer Bursche jodeln lernen müsse, um bei einem Mädchen Erfolg zu haben. «Toolie Oolie Doolie (The Yodel Polka)» wurde von zahlreichen englischsprachigen Interpreten gesungen, etwa von Dick Haymes oder Joe Turner. Lou Preager spielte mit seinem Orchester eine Instrumentalversion ein. Am erfolgreichsten wurde die Version der Andrews Sisters, die in den USA in die Charts gelangte. Auf welcher Stelle und wie lange sie dort verblieb, ist nicht klar, die Angaben widersprechen sich. Gemäss einer Diskographie der Andrews Sisters erreichte das Lied 1948 Platz 3 in der US-Hitparade.
Da in den 1940er Jahren die musikalischen Rechte zwischen den USA und der Schweiz noch nicht geregelt waren, entging Beul damit ein Vermögen.
Die französische Version heisst dem Originaltitel entsprechend «Après la pluie le beau temps»; den Text schrieb Henri Kubnick (1912–1991). Bekannte Interpreten waren etwa Jacques Hélian, Les Sœurs Étienne, Patrice et Mario oder Ray Ventura.
Die meisten Versionen gibt es von «Nach Regen scheint Sonne» in deutscher Sprache. Neben Beuls Gattin Lale Andersen und vielen anderen sangen das Lied der Opernbuffo Adi Appelt, Ilja Glusgal, Will Höhne, Rita Paul und Gerhard Wendland.
Auch eine schwedische Interpretation eines unbekannten Sängerduos wurde aufgenommen.

## Lied
Das Lied ist im Viervierteltakt geschrieben und einfach aufgebaut: Auf ein kurzes Intro in C-Dur folgt in acht Takten ein tangoartiger A-Teil in c-moll, der im letzten Takt in den zweistimmig gesungenen doppelt so langen B-Teil (Refrain) in C-Dur überleitet. Zum Schluss des Refrains folgt in vier Takten ein C-Teil in F-Dur und f-moll, bei dem die Viertelnoten rhythmisch den Text betonen: «Das isch so und blibt so, das isch de ewig Lauf der Wält». Der Refrain wird zwei Mal gesungen. Darauf wird in einem kurzen instrumentalen Zwischenteil das Intro wiederholt, dann folgt die zweite Strophe.

## Sonstiges

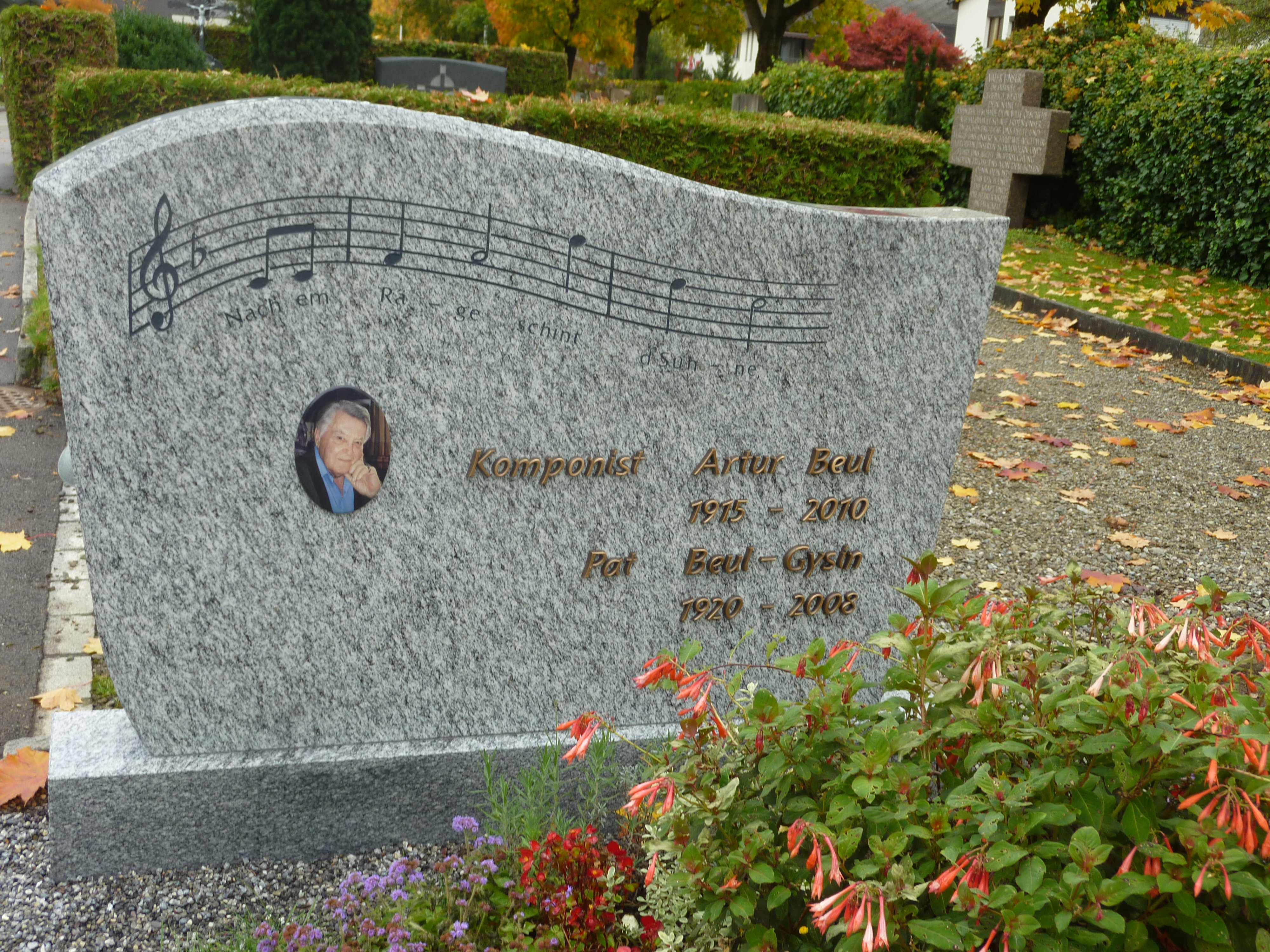
Grabstein von Artur Beul

- Vereinzelt werden in Musikalienhandlungen Spieldosen mit dem Motiv von «Nach em Räge schint Sunne» angeboten.[8]
- Auf Artur Beuls Grabstein sind die ersten Takte seines grössten Erfolges eingraviert.